# Masaru Hirayama
Masaru Hirayama (jap. 平山 大 Hirayama Masaru; ur. 3 maja 1972) – japoński piłkarz występujący na pozycji obrońcy.

## Kariera klubowa
Od 1995 do 1998 roku występował w klubach Nagoya Grampus Eight i Kawasaki Frontale.